# Vasilij Pasika
Vasilij Michajlovič Pasika (rusky Василий Михайлович Пасика; 29. října 1926 v Poltavské oblasti Ukrajiny – 14. června 1987 v Moskvě) byl sovětský historik filosofie a vysokoškolský pedagog.

## Život
Od roku 1927 žil v Moskvě. V roce 1957 absolvoval filosofickou fakultu Moskevské státní univerzity a v roce 1968 obhájil práci kandidáta filozofických věd na téma Kritika křesťanského evolucionismu Teilharda de Chardina (rusky Критика христианского эволюционизма Тейяра де Шардена). Přednášel v Ústavu společenských věd při ÚV KSSS, na Moskevské zdravotnické univerzitě a v Ústavu radiotechniky, elektroniky a automatizace. Ve své odborné a badatelské činnosti se zabýval převážně Teilhardovým  náboženským evolucionismem. Je autorem článku o Teilhardovi ve Filosofické encyklopedii.

## Publikace
- Христианский эволюционизм Тейяра де Шардена // Из истории зарубежной философии 19—20 вв. М., 1967.
- Тейярдизм как течение современной религиозно-философской мысли // Вопросы научного атеизма. Вып.7. М., 1969.
- Человечество в космической революции. "Феномен Тейяра" // Проблемы мира и социального прогресса в современной философии. М., 1983.
- "Теология освобождения" (латиноамериканский радикальный вариант) // Вопросы философии. 1985. № 1.

Překlady do češtiny
- PASIKA, V. M. Křesťanský evolucionismus Teilharda de Chardina. In: BOGOMOLOV, A. S.; MELVIL, J. K.; NARSKIJ, I. S. Současná buržoazní filozofie. 1. vyd. Praha: Svoboda, 1978. S. 565–578.